# Идеально жёсткий сверхпроводник
Идеально жёсткий сверхпроводник (англ. Ideally hard superconductor) — это идеализированный сверхпроводник II-го рода с неограниченно большой силой пининга (или плотностью критического тока). Во внешнем магнитном поле он ведёт себя как идеальный диамагнетик, если поле включается, когда сверхпроводник уже пребывает в сверхпроводящем состоянии (так называемый режим «охлаждения в нулевом поле» (ОНП). Однако при охлаждении в ненулевом поле, идеально жёсткий сверхпроводник идеально экранирует не само поле, а только его изменение. Идеально жёсткий сверхпроводник является хорошим приближением для плавленно-текстурированных высокотемпературных сверхпроводников (ВТСП), которые используются в крупномасштабных ВТСП-конструкциях, таких как накопители энергии, сверхпроводниковые подшипники, моторы, поезда с магнитной левитацией (Маглев), и др.